# لوكاس مويا
لوكاس مويا (بالإسبانية: Lucas Moya)‏ هو لاعب كرة قدم أرجنتيني في مركز الوسط، ولد في 1 فبراير 1987 في مدينة سان فرناندو ديل فالي دي كاتاماركا في الأرجنتين. لعب مع روزاريو سنترال.

## وصلات خارجية
- لوكاس مويا على موقع إي إس بي إن إف سي (الإنجليزية)
- لوكاس مويا على موقع قاعدة بيانات كرة القدم.إي يو (الإنجليزية)
- لوكاس مويا على موقع Soccerway.com (الإنجليزية)
- لوكاس مويا على موقع عالم كرة القدم.نت (الإنجليزية)